# César Asenjo
César Raúl Asenjo Jerez () es un ingeniero agrícola, agrónomo y político chileno. Entre julio de 2021 y marzo de 2022 se desempeñó como Delegado Presidencial de la Región de Los Ríos, bajo el Segundo gobierno de Sebastián Piñera.

## Biografía
Es hijo de Juan Fernando Asenjo Ebres y Rosa Eliana Jerez Jerez.

### Estudios
Ingeniero en Ejecución Agrícola de la Universidad de La Frontera e Ingeniero Agrónomo con grado académico de Licenciado en Ciencias Agrarias de la Universidad Católica de Temuco. También es máster en Ciencias Agrarias y Biotecnología de la Universidad Católica de Temuco – Agroparistech Francia.

### Trayectoria profesional
Entre septiembre de 2010 y marzo de 2014 fue director Regional de INDAP en Los Ríos, responsabilidad desde donde lideró la gestión institucional en la puesta en marcha de Programas de Fomento en el Territorio.
Entre los años 2003 y 2007 fue Encargado de Proyectos en el Centro de Gestión Empresarial de Río Bueno, asesorando a empresas asociativas campesinas, desarrollando el Plan de Empresarización y traspaso de capacidades a dirigentes. Más tarde fue Gerente del Centro de Gestión Agrícola de Río Bueno S.A. y Supervisor Zonal Sur de Malterías Unidas S.A.
Hasta febrero de 2018, se desempeñaba como asesor agronómico y comercial de la Zona Sur y Jefe de Planta Industrial de Empresas Agrotop, entregando asesoría técnica integral en diversos cultivos.
El 11 de marzo de 2018 fue nombrado por el presidente Sebastián Piñera como Intendente de la Región de Los Ríos.

### Vida personal
Es independiente, está casado con Yuviza Karina Osman y son padres de tres hijos.